# Mood Swings
Mood Swings is een nummer van de Amerikaanse rapper Pop Smoke uit 2020, in samenwerking met de eveneens Amerikaanse rapper Lil Tjay. Het is de derde single van Shoot for the Stars, Aim for the Moon, het postuum uitgebrachte debuutalbum van Pop Smoke.
In "Mood Swings" pochen Pop Smoke en Lil Tjay over luxueuze levensstijl, met dure items en mooie vrouwen. Het nummer werd in diverse landen een (bescheiden) hit. Zo bereikte het de 17e positie in de Amerikaanse Billboard Hot 100. In Nederland had de plaat minder succes met een 8e positie in de Tipparade, terwijl in de Vlaamse Ultratop 50 de 48e positie werd gehaald.

## Tracklijst
- Muziekdownload

1. "Mood Swings" - 3:33

- Muziekdownload - EP

1. "Mood Swings" (remix; featuring  Lil Tjay & Summer Walker) – 4:14
2. "What You Know Bout Love" – 2:40
3. "Imperfections" (Interlude) – 1:48
4. "Something Special" – 2:38
5. "Diana" (Remix; featuring King Combs & Calboy) – 3:54